# Chlorophorus hungaricus
Chlorophorus hungaricus là một loài bọ cánh cứng trong họ Cerambycidae.